# De försvunna
De försvunna (originaltitel: Prisioneros desaparecidos) är en svensk-kubansk dramafilm från 1979. Filmen spelades in i Havanna på Kuba och premiärvisades den 24 oktober 1979 i Stockholm. Den handlar om Chile under Augusto Pinochets tid vid makten.

### Fotnoter
1. ↑  ”De försvunna”. Svensk Filmdatabas. http://sfi.se/sv/svensk-filmdatabas/Item/?itemid=5043&type=MOVIE&iv=Basic&ref=/templates/SwedishFilmSearchResult.aspx?id%3d1225%26epslanguage%3dsv%26searchword%3dde+f%C3%B6rsvunna%26type%3dMovieTitle%26match%3dBegin%26page%3d1%26prom%3dFalse. Läst 5 maj 2013.